# Барко (Тренто)
Барко је насеље у Италији у округу Тренто, региону Трентино-Јужни Тирол.
Према процени из 2011. у насељу је живело 718 становника. Насеље се налази на надморској висини од 477 м.